# Kahiltna-Gletscher
Der Kahiltna-Gletscher ist ein 70 km langer Talgletscher an der Südostflanke der Alaskakette in Alaska (USA). 

## Geografie
Der Gletscher befindet sich vollständig innerhalb des Denali-Nationalparks. Das Nährgebiet des Kahiltna-Gletschers befindet sich unterhalb des Kahiltna Pass (3102 m) 9,5 km westlich des Denali-Hauptgipfels. Der Kahiltna-Gletscher strömt in südlicher Richtung. Flankiert wird er vom Mount Foraker im Westen sowie Mount Hunter im Osten. Oberhalb des Mount Hunter münden Northeast-Fork-Kahiltna-, East-Fork-Kahiltna- und Southeast-Fork-Kahiltna-Gletscher von Osten kommend in den Hauptgletscher. Der 85 km lange Kahiltna River, ein linker Nebenfluss des Yentna River,  bildet den Abfluss des Gletschers.

### East-Fork-Kahiltna-Gletscher
Der East-Fork-Kahiltna-Gletscher liegt an der Südflanke des Denali-Hauptgipfels. Weiter nördlich verläuft der Northeast-Fork-Kahiltna-Gletscher, weiter südlich der Southeast-Fork-Kahiltna-Gletscher. Der Gletscher hat eine Länge von etwa 12 km sowie eine mittlere Breite von einem Kilometer. Er fließt im oberen Abschnitt nach Südwesten und wendet sich anschließend nach Westen. Er wird im Norden von den Kahiltna Peaks, der Kahiltna Notch und dem Hauptgipfel des Denali eingerahmt. Östlich erhebt sich das „South Buttress“, die südliche Schulter des Denali. 

### Northeast-Fork-Kahiltna-Gletscher
Der Northeast-Fork-Kahiltna-Gletscher reicht im Osten bis zur Kahiltna Notch hinauf. Er fließt in überwiegend westlicher Richtung. Der etwa 7 Kilometer lange Gletscher weist eine maximale Breite von etwa einem Kilometer auf. Das Nährgebiet des Gletschers liegt auf einer Höhe von etwa 3650 m. Auf einer Höhe von ungefähr 2450 m erreicht er den nach Süden strömenden Hauptgletscher. Der Northeast-Fork-Kahiltna-Gletscher wird im Süden von den Kahiltna Peaks flankiert.

### Southeast-Fork-Kahiltna-Gletscher
Der Southeast-Fork-Kahiltna-Gletscher ist etwa 7,6 km lang und etwa 800 m breit. Er fließt anfangs in westsüdwestlicher, später in westlicher Richtung. Ein Gebirgskamm trennt den Gletscher von dem weiter nördlich verlaufenden East-Fork-Kahiltna-Gletscher. Im Süden wird der Southeast-Fork-Kahiltna-Gletscher vom Mount Hunter flankiert. Der Gletscher reicht bis auf eine Höhe von etwa 2050 m hinab, wo er sich mit dem Hauptgletscher vereinigt. Nahe dem unteren Ende des Gletschers befindet sich auf einer Höhe von 2200 m das "Kahiltna Base Camp" (⊙). Dieses kann per Buschflugzeug oder Hubschrauber, beispielsweise von Talkeetna aus, erreicht werden und bildet den Ausgangspunkt vieler Gebirgstouren in der zentralen Alaskakette einschließlich der Besteigung des Denali.